# Ильинская волость (Казанский уезд)
Ильинская волость (тат. ئىليين (ئلييىنسكىي) ۋولىٰسىٰ, Ильин (Ильински) вулысы, луговомар. Ильинский волыс) — административно-территориальная единица в составе Казанского уезда Казанской губернии и Арского кантона Татарской АССР.
В селе Ильинское располагалось волостное правление, в селе Васильево — квартира полицейского урядника.
В настоящее время территория волости находится в составе Кировского, Московского, Ново-Савиновского и Авиастроительного районов Казани, города Зеленодольск, Зеленодольского района РТ, города Волжск и Волжского района Республики Марий Эл.

## География
Волость находилась на западе уезда, граничила на севере с Кукморской и Ковалинской волостями, на востоке — с Каймарской, Собакинской, Воскресенской волостями и Казанью, на юге — с Ширданской, Юматовской и Верхнеуслонской волостями Свияжского уезда и на западе — с Помарской волостью Чебоксарского уезда и Большешигаковской волостью Царевококшайского уезда.

## История
Волость была образована не позднее 1870 года. В 1918 году западная часть волости выделена во вновь образованную Большепаратскую волость (в 1921 г. включена в состав Марийской АО).
По декрету «Об Автономной Татарской Социалистической Советской Республике» вошла в состав Казанского (с конца 1920 года — Арского кантона) Татарской АССР.  Согласно проекту укрупнения волостей ТАССР разработанному в 1924 году, Ильинская волость должна была войти в Казанскую укрупнённую волость, однако от её создания решено было отказаться, так как часть селений создаваемой волости были бы слишком удалены от волостного центра. Вместо неё были созданы Воскресенская и Ильинская укрупнённые волости; в состав последней были включены 8 селений Ковалинской волости и и деревня Ивановское Кукморской волости. Укрупнённая Ильинская волость граничила на западе со Звениговским кантоном Марийской автономной области, на севере — с Менделинской волостью, на востоке — с Калининской, Воскресенской волостями и Казанью, на юге — со Свияжской волостью Свияжского кантона.
Упразднена в 1927 году, территория вошла в состав Воскресенского (с 1 августа 1927 года — Казанский) района ТАССР.

## Население
| 1883 | 1885  | 1890  | 1897    | 1914    | 1923  | 1926    |
| ---- | ----- | ----- | ------- | ------- | ----- | ------- |
| 8093 | ↗8504 | ↘7571 | ↗10 547 | ↗14 295 | ↘9674 | ↗16 214 |

Национальный состав (1885): русские — 5907 чел. (69,5%), другие народности (в основном марийцы) — 2597 чел. (30,5%).
Национальный состав (1920, в границах 1925 года): русские — 15 913 чел. (98,14%), чуваши — 173 чел. (1,07%), татары — 64 чел. (0,40%), марийцы — 40 чел. (0,25%).

### Населённые пункты
| №  | Населённые пункты (без хуторов) | Население (1897 год) | Население (1907 год) | Преобладающая национальность |
| -- | ------------------------------- | -------------------- | -------------------- | ---------------------------- |
| 1  | село Ильинское                  | 547                  | 574                  | русские                      |
| 2  | деревня Сафоново                | 177                  | 215                  | русские                      |
| 3  | деревня Айша                    | 380                  | 404                  | русские                      |
| 4  | село Зелёный Дол                | 1055                 | 1174                 | русские                      |
| 5  | деревня Кабачищи                | 149                  | 170                  | русские                      |
| 6  | село Васильево                  | 972                  | 815                  | русские                      |
| 7  | деревня Займище                 | 325                  | 341                  | русские                      |
| 8  | деревня Куземетьево             | 294                  | 297                  | русские                      |
| 9  | село Красная Горка              | 324                  | 344                  | русские                      |
| 10 | деревня Аракчино                | 514                  | 487                  | русские                      |
| 11 | село Осиново                    | 936                  | 961                  | русские                      |
| 12 | деревня Новая Тура              | 846                  | 888                  | русские                      |
| 13 | деревня Бело-Безводное          | 576                  | 549                  | русские                      |
| 14 | село Новые Параты               | 155                  | 235                  | марийцы                      |
| 15 | деревня Янциткино               | 307                  | 223                  | марийцы                      |
| 16 | деревня Старые Параты           | 304                  | 344                  | марийцы                      |
| 17 | деревня Очаково                 | 119                  | 139                  | марийцы                      |
| 18 | деревня Китункина Гора          | 127                  | 153                  | марийцы                      |
| 19 | деревня Иманайкино              | 101                  | 129                  | марийцы                      |
| 20 | деревня Отымбалы                | 222                  | 242                  | марийцы                      |
| 21 | деревня Вахоткино               | 238                  | 269                  | марийцы                      |
| 22 | деревня Томская                 | 212                  | 203                  | марийцы                      |
| 23 | деревня Бизюргубы               | 492                  | 513                  | марийцы                      |
| 24 | деревня Васюткино               | 99                   | 108                  | марийцы                      |
| 25 | деревня Качейкино               | 92                   | 106                  | марийцы                      |
| 26 | село Моркиял                    | 414                  | 428                  | марийцы                      |
| 27 | деревня Болотная                | 223                  | 273                  | марийцы                      |
| 28 | деревня Коновалово              | 86                   | 102                  | марийцы                      |
| 29 | деревня Пондашево               | 107                  | 128                  | марийцы                      |
| 30 | деревня Микушкино               | 154                  | 169                  | марийцы                      |

В 1918 году на территории волости образованы сельсоветы, число которых в 1923 году составляло 15 (Ильинский, Сафоновский, Айшинский, Зеленодольский, Кабачищенский, Одинцовский, Васильевский, Займищенский, Куземетевский, Красногорский, Аракчинский, Ново-Туринский, Осиновский, Бело-Безводинский, Новопольский).

## Религия, образование и экономика
На 1904 г. на территории волости находилось 7 церквей. В 10 земских, 2 церковно-приходских школах и 1 школе грамоты обучались 543 мальчика и 197 девочек.
В 1914 г. в 2692 дворах волости насчитывалось 2411 лошадей, 7217 овец, 32 козы, 1057 свиней и 3464 голов рогатого скота; за крестьянами числилось 19226 десятин удобной земли.

## Транспорт
Через волость проходил Казанско-Царевокакшайский почтовый тракт. В 1890-х гг. построен участок Московско-Казанской железной дороги (ст. Зелёный Дол, платформы Атлашкино, Васильево, Обсерватория, Займище, Красная-Горка, Аракчино новое, Аракчино старое); в 1918 году сдан в эксплуатацию участок Казанбургской железной дороги Красная Горка — Дербышки.

## Люди, связанные с волостью
- Владимир Константинович Пискорский (1869—1910) — российский историк.
- Журин, Иван Иванович (1915—2002).
- Касимов, Дмитрий Васильевич (1900—1995) — деятель органов госбезопасности, министр государственной безопасности Башкирской АССР (1946-1953).
- Катин, Николай Андреевич (1924—1945).
- Кузнецов, Николай Дмитриевич (1923—1974).
- Матия Благотич (1884—1918).
- Олькеницкий, Гирш Шмулевич (1893—1918) — председатель Казанской губЧК (1918).